# ピアノソナタ第7番 (シューベルト)
ピアノソナタ第7番 変ホ長調 作品122, D 568 は、フランツ・シューベルトが1817年に作曲したピアノソナタ。

## 概要
初版（D 567）は変ニ長調で作曲されたが未完となり、後に変ホ長調に改作されて完成し、シューベルトの死後の1829年に「作品122」として出版されている。ほぼ同様のソナタ作品を全音高い変ホ長調に改作した理由は明らかではない。
同形式作品で同じ楽想を移調させたものがそれぞれ残っているのは事実上本作品のみであり、作者の詳細な創作過程の記録となっている（いわゆる『グムンデン・ガスタイン交響曲』は、『交響曲第8番（旧第9番）《ザ・グレート》』（D 944）の下書き的作品とされていたが、後に偽作と判明した）。この点から、研究には欠かせない重要作であり、本稿では両方扱う。

## 曲の構成

### D 567（変ニ長調）
- 第1楽章 アレグロ
変ニ長調、4分の3拍子、ソナタ形式。
冒頭は "As - F - As - Des - F - As" の単純な主題。ユニゾンの力強い低音によるもの。第2主題は属調変イ長調の優雅なもの。展開部は簡単に済ませている。

- 第2楽章 アンダンテ
嬰ハ短調、4分の2拍子。
3連符の多い緩徐楽章。

- 第3楽章 アレグレット
変ニ長調、8分の6拍子、ソナタ形式。
ロンドにも近い繊細な楽章。短調と長調の対比が美しく、そこに半音階を入れた秀作だが未完となっている。校訂版では、D 568を基に補われる。

### D 568（変ホ長調）
- 第1楽章 アレグロ・モデラート
変ホ長調、4分の3拍子、ソナタ形式。
ほぼD 567と同様。ただ再現部でシンコペーションをつけるなどわずかに修飾している。

- 第2楽章 アンダンテ・モルト
ト短調、4分の2拍子。
ほぼD 567に同様だが、調性を同主短調から3度上に変更している。

- 第3楽章 メヌエット：アレグレット
変ホ長調、4分の3拍子。
この楽章だけはD 567にはなく、結果として3楽章ソナタから4楽章へと規模を拡大させている。意表をつく転調が多い。中間部は変イ長調。

- 第4楽章 アレグロ・モデラート
変ホ長調、8分の6拍子、ソナタ形式。
ほぼD 567と同様だが完成されている。